# Subregionen in Portugal
In Portugal gibt es 25 Subregionen, welche die dritte Abteilung der Gebietseinheiten für statistische Zwecke, auch NUTS genannt, bilden. Sie haben keine nennenswerte Verwaltung, sondern dienen der Sammlung von Daten, der Planung wirtschaftlicher Maßnahmen und der Erfüllung von Kompetenzen, die sie durch das Gesetz Nr. 50/2018 vom 16. August von der portugiesischen Regierung erhalten haben.

## Liste der Subregionen
Die folgende Liste enthält alle 25 Subregionen, die auf die sieben nationalen Regionen aufgeteilt sind, mit Daten über die jeweilige Hauptstadt, die Anzahl der Kreise und Gemeinden, die Fläche, die Bevölkerung im Jahr 2021, durch die durchgeführten Volkszählungen, und die Bevölkerungsdichte.
Die 25 Subregionen umfassen auch die Subregionen Azoren und Madeira, die beide gleichzeitig eine Region sind. Aus geografischer Sicht sind sie in der Liste enthalten, aber durch ihre Autonomie unterscheiden sie sich deutlich von den anderen 23 Subregionen des Festlands.
| Subregion | Subregion                 | Region   | Hauptstadt       | Kreise | Gemeinden | Fläche (km2) | Bevölkerung (2021) | Bevölkerungsdichte |
| --------- | ------------------------- | -------- | ---------------- | ------ | --------- | ------------ | ------------------ | ------------------ |
|           | Alto Minho                | Norden   | Viana do Castelo | 10     | 208       | 2.219        | 231.293            | 104                |
|           | Alto Tâmega               | Norden   | Chaves           | 6      | 118       | 2.922        | 84.253             | 28                 |
|           | Metropolregion Porto      | Norden   | Porto            | 17     | 173       | 2.040        | 1.736.491          | 851                |
|           | Ave                       | Norden   | Guimarães        | 8      | 168       | 1.451        | 418.531            | 288                |
|           | Cávado                    | Norden   | Braga            | 6      | 181       | 1.246        | 416.652            | 351                |
|           | Douro                     | Norden   | Vila Real        | 19     | 217       | 4.032        | 183.886            | 46                 |
|           | Tâmega e Sousa            | Norden   | Penafiel         | 11     | 177       | 1.832        | 408.675            | 223                |
|           | Terras de Trás-os-Montes  | Norden   | Bragança         | 9      | 175       | 5.544        | 107.293            | 19                 |
|           | Beira Baixa               | Centro   | Castelo Branco   | 6      | 59        | 4.614        | 80.775             | 17                 |
|           | Beiras e Serra da Estrela | Centro   | Guarda           | 15     | 266       | 6.305        | 210.633            | 33                 |
|           | Médio Tejo                | Centro   | Tomar            | 13     | 93        | 2.283        | 228.604            | 100                |
|           | Oeste                     | Centro   | Caldas da Rainha | 12     | 89        | 2.220        | 363.551            | 164                |
|           | Região de Aveiro          | Centro   | Aveiro           | 11     | 74        | 1.692        | 367.490            | 217                |
|           | Região de Coimbra         | Centro   | Coimbra          | 19     | 168       | 4.335        | 436.929            | 101                |
|           | Região de Leiria          | Centro   | Leiria           | 10     | 67        | 2.449        | 286.792            | 118                |
|           | Viseu Dão-Lafões          | Centro   | Viseu            | 14     | 156       | 3.238        | 252.793            | 78                 |
|           | Metropolregion Lissabon   | Lissabon | Lissabon         | 18     | 118       | 3.001        | 2.870.770          | 957                |
|           | Alentejo Central          | Alentejo | Évora            | 14     | 69        | 7.393        | 152.511            | 22                 |
|           | Alentejo Litoral          | Alentejo | Grândola         | 5      | 31        | 5.308        | 96.485             | 18                 |
|           | Alto Alentejo             | Alentejo | Portalegre       | 15     | 69        | 6.230        | 104.930            | 17                 |
|           | Baixo Alentejo            | Alentejo | Beja             | 13     | 62        | 8.505        | 114.889            | 13                 |
|           | Lezíria do Tejo           | Alentejo | Santarém         | 11     | 68        | 4.275        | 235.892            | 55                 |
|           | Algarve                   | Algarve  | Faro             | 16     | 67        | 4.960        | 467.475            | 94                 |
|           | Azoren                    | Azoren   | Ponta Delgada    | 19     | 155       | 2.333        | 236.440            | 101                |
|           | Madeira                   | Madeira  | Funchal          | 11     | 54        | 801          | 250.769            | 313                |

## NUTS-Unterteilungen
Es gibt drei Unterteilungen der Gebietseinheiten für statistische Zwecke, auch NUTS genannt, die das Land unterschiedlich unterteilen:
- NUTS 1: Aufteilung zwischen dem portugiesischen Festland und den Inseln Azoren und Madeira;
- NUTS 2: Unterteilung in die sieben nationalen Regionen und;
- NUTS 3: Aufteilung auf die 25 nationalen Subregionen.

| NUTS 1              |  | NUTS 2                  |                           | NUTS 3                  |
| Festland und Inseln |  | 7 Regionen              |                           | 25 Subregionen          |
| ------------------- |  | ----------------------- | ------------------------- | ----------------------- |
| Festland            |  | Alentejo                |                           | Alentejo Central        |
| Festland            |  | Alentejo                | Alentejo Litoral          |                         |
| Festland            |  | Alentejo                | Alto Alentejo             |                         |
| Festland            |  | Alentejo                | Baixo Alentejo            |                         |
| Festland            |  | Alentejo                | Lezíria do Tejo           |                         |
| Festland            |  | Algarve                 |                           | Algarve                 |
| Festland            |  | Zentrum                 |                           | Beira Baixa             |
| Festland            |  | Zentrum                 | Beiras e Serra da Estrela |                         |
| Festland            |  | Zentrum                 | Médio Tejo                |                         |
| Festland            |  | Zentrum                 | Oeste                     |                         |
| Festland            |  | Zentrum                 | Região de Aveiro          |                         |
| Festland            |  | Zentrum                 | Região de Coimbra         |                         |
| Festland            |  | Zentrum                 | Região de Leiria          |                         |
| Festland            |  | Zentrum                 | Viseu Dão-Lafões          |                         |
| Festland            |  | Metropolregion Lissabon |                           | Metropolregion Lissabon |
| Festland            |  | Norden                  |                           | Alto Minho              |
| Festland            |  | Norden                  | Alto Tâmega               |                         |
| Festland            |  | Norden                  | Metropolregion Porto      |                         |
| Festland            |  | Norden                  | Ave                       |                         |
| Festland            |  | Norden                  | Cávado                    |                         |
| Festland            |  | Norden                  | Douro                     |                         |
| Festland            |  | Norden                  | Tâmega e Sousa            |                         |
| Festland            |  | Norden                  | Terras de Trás-os-Montes  |                         |
| Azoren              |  | Azoren                  |                           | Azoren                  |
| Madeira             |  | Madeira                 |                           | Madeira                 |

## Aufgaben der Subregionen
Gemäß dem Rahmengesetz über die Übertragung von Zuständigkeiten auf lokale Behörden und Subregionen (Gesetz Nr. 50/2018 vom 16. August) haben Subregionen Zuständigkeiten für:
- Interkommunale Planung des Schülerverkehrsnetzes;
- Planung des Bildungsangebots auf übergemeindlicher Ebene;
- Festlegung des Netzes von Einheiten der primären Gesundheitsfürsorge und Einheiten der kontinuierlichen Gesundheitsfürsorge mit interkommunaler Reichweite
- Definition des Netzes der Freiwilligen Feuerwehren
- Definition des Netzes der Friedensrichter und Friedensrichterinnen;
- Teilnahme an Aktionen oder Projekten zur sozialen Wiedereingliederung von Jugendlichen und Erwachsenen, zur Bekämpfung häuslicher Gewalt, zum Netz der Friedensrichter und zur Unterstützung der Opfer von Straftaten;
- Entwicklung der internen subregionalen Tourismusförderung;
- Verwaltung der regionalen Häfen;
- die Mitglieder zu benennen, die die Gemeinden in den Räten der hydrographischen Regionen vertreten
- Verwaltung von mit europäischen Mitteln finanzierten Projekten und
- Verwaltung von Programmen zur Anziehung von Investitionen.

## Unterschiede

### Fläche
Es gibt große Unterschiede in der Gesamtfläche zwischen den 25 Subregionen, wobei die Subregionen mit der größten Flächenausdehnung der Baixo Alentejo mit einer Gesamtfläche von 8.505 km², Alentejo Central mit einer Gesamtfläche von 7.393 km² und Beiras e Serra da Estrela mit einer Gesamtfläche von 6.305 km² sind. Die Subregionen mit der geringsten Fläche in Bezug auf die nationale Fläche sind Madeira mit einer Gesamtfläche von 801 km², Cávado mit einer Gesamtfläche von 1.246 km² und Ave mit einer Gesamtfläche von 1.451 km².
| Fläche        | Anzahl | Subregion                                                                                  |
| ------------- | ------ | ------------------------------------------------------------------------------------------ |
| > 1.000 km²   | 1      | Madeira                                                                                    |
| Bis 2.000 km² | 4      | Cávado, Ave, Região de Aveiro, Tâmega e Sousa                                              |
| Bis 3.000 km² | 7      | Metropolregion Porto, Alto Minho, Oeste, Médio Tejo, Azoren, Região de Leiria, Alto Tâmega |
| Bis 4.000 km² | 2      | Metropolregion Lissabon, Viseu Dão-Lafões                                                  |
| Bis 5.000 km² | 5      | Douro, Lezíria do Tejo, Região de Coimbra, Beira Baixa, Algarve                            |
| Bis 6.000 km² | 2      | Alentejo Litoral, Terras de Trás-os-Montes                                                 |
| Bis 7.000 km² | 2      | Alto Alentejo, Beiras e Serra da Estrela                                                   |
| Bis 8.000 km² | 1      | Alentejo Central                                                                           |
| < 8.000 km²   | 1      | Baixo Alentejo                                                                             |